# Llimadora

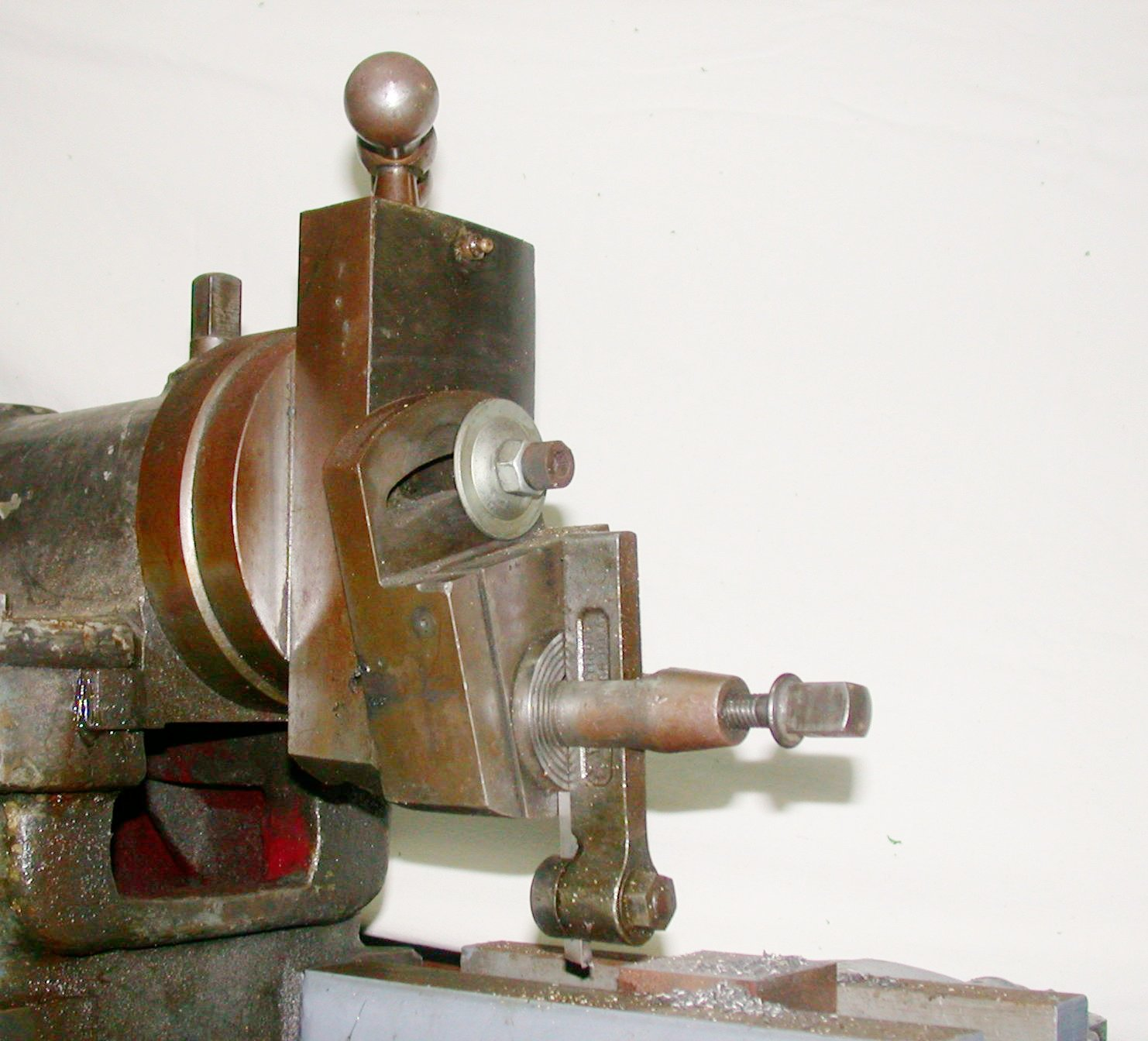
Detall de torreta portaeines.

Accionament per "Mecanisme de jou escocès" amb palanca i plat-maneta.

La llimadora  mecànica és una màquina eina per al mecanitzat de peces per arrencada de ferritja, per mitjà del moviment lineal alternatiu de l'eina o moviment de tall. La taula que subjecta la peça a mecanitzar fa un moviment d'avanç transversal, que pot ser intermitent per realitzar determinats treballs, com la generació d'una superfície plana o de ranures equidistants. Així mateix, també és possible desplaçar verticalment l'eina o la taula, manual o automàticament, per augmentar la profunditat de passada.
La llimadora mecànica permet el mecanitzat de peces petites i mitjanes i, per la seva fàcil maneig i baix consum energètic, és preferible l'ús al d'altres màquines eina per a la generació de superfícies planes de menys de 800 mm de longitud.

## Components principals
- Bancada: és l'element suport de la màquina, allotja tots els mecanismes d'accionament, sol ser de fosa i molt robusta.Está proveïda de guies horitzontals sobre les quals llisquen el moltó i dues guies verticals sobre les quals es pot desplaçar verticalment la taula.
- Guies
- Taula: sobre les guies verticals de la part frontal de la bancada es recolza un carro proveït de guies horitzontals sobre les quals es desplacen la taula pròpiament dita, per tant pot moure's verticalment per desplaçament vertical del carro.
- Jou escocès o carro: és la part mòbil de la màquina, llisca sobre guies horitzontals situades a la part superior de la bancada i en la part frontal hi ha una torreta proveïda d'un portaeines en el qual es fixa l'eina de tall.
- Mecanisme de jou escocès. Hi ha diversos tipus: per cremallera, per palanca oscilante i plat-manovella o hidràulic.

## Tipus de llimadoras
- Llimadora ordinària: No té taula i mecanitza peces grans realitzant el moviment d'avanç per desplaçament transversal del canyet.
- Llimadora sense taula
- Llimadora copiadora
- Llimadora vertical

## Operacions d'una llimadora
Deixar les cares d'una peça totalment planes.

## Màquines eines similars
Una màquina eina similar és la mortasadora, de vegades anomenada  llimadora vertical . També són similars les planejadores, però en aquestes el moviment principal de translació el realitza la peça, mentre que l'eina roman fixa exceptuant el seu moviment d'avanç, que realitza l'eina a cada passada.

## Vídeos
- Vídeo d'una llimadora amb eina de tall.(castellà)